# Грин Коув Спрингс (Флорида)
Грин Коув Спрингс (енгл. Green Cove Springs) град је у америчкој савезној држави Флорида. По попису становништва из 2010. у њему је живело 6.908 становника.

## Демографија
Према попису становништва из 2010. у граду је живело 6.908 становника, што је 1.530 (28,4%) становника више него 2000. године.
| Група             | 2000.         | 2010.         |
| Белци             | 3.681 (68,4%) | 4.920 (71,2%) |
| Афроамериканци    | 1.312 (24,4%) | 1.312 (19,0%) |
| Азијати           | 29 (0,5%)     | 72 (1,0%)     |
| Хиспаноамериканци | 273 (5,1%)    | 483 (7,0%)    |
| Укупно            | 5.378         | 6.908         |